# Jean-Claude Marcourt
Jean-Claude Marcourt, (Awans, 16 oktober 1956) is een Belgisch politicus voor de PS en voormalig minister in de Franse Gemeenschapsregering en de Waalse regering.

## Levensloop
Marcourt studeerde in 1979 af als licentiaat in de rechten aan de Universiteit Luik en was van 1979 tot 1992 advocaat aan de Balie van Luik. Hij specialiseerde zich in zakenrecht en verleende advies aan de PS in het dossier van de herstructurering van de staalindustrie in de regio Luik. Op deze manier belandde hij in de politiek.
In 1988 was hij even attaché op het kabinet van minister van Economische Zaken Willy Claes en daarna was hij van 1988 tot 1992 kabinetsattaché voor Waals minister-president Bernard Anselme. Vervolgens was Marcourt van 1992 tot 1994 kabinetschef van Waals minister van Binnenlands Bestuur Guy Mathot en van 1994 tot 1995 adjunct-directeur op het kabinet van diens opvolger Bernard Anselme. Van 1995 tot 1998 was hij vervolgens kabinetschef van Jean-Claude Van Cauwenberghe, in diens hoedanigheden als Waals minister-president en Frans Gemeenschapsminister voor Financiën en Begroting. In januari 1998 maakte Marcourt de overstap naar het kabinet van federaal vicepremier en minister van Economie en Telecommunicatie Elio Di Rupo en werd hij daar tot juli 1999 kabinetschef. Vervolgens was hij van juli 1999 tot juli 2004 kabinetschef van federaal vicepremier Laurette Onkelinx, van 1999 tot 2003 tevens minister van Werkgelegenheid en vanaf 2003 minister van Justitie. 
Ondertussen vertegenwoordigde Marcourt vanaf 1995 het Waals Gewest in de raad van bestuur van Cockerill-Sambre. Ook was hij van 1996 tot 2004 ondervoorzitter van de Luikse investeringsmaatschappij Meusinvest en van 1999 tot 2004 voorzitter van de raad van bestuur van de Waalse Watermaatschappij. Vanaf 2003 was hij eveneens bestuurder van het beheerscomité van het circuit de Spa-Francorchamps en tevens was hij bestuurder bij de internationale industriële holding Groupe Forrest International. Hij beschikte daarnaast over een breed netwerk in syndicale middens, zoals bij de vakbond FGTB, en werd binnen de PS belast met het herstellen van de eenheid in de door interne conflicten geteisterde PS-federatie van het arrondissement Luik. Sinds december 2006 is Marcourt gemeenteraadslid van de stad Luik en sinds 2012 is hij voorzitter van de PS-fractie in de gemeenteraad.
In juli 2004 werd de extraparlementaire Marcourt minister van Economie en Werkgelegenheid in de Waalse regering, hetgeen hij bleef tot in juli 2009. Vanaf oktober 2005 was hij ook bevoegd voor Buitenlandse Handel en vanaf juli 2007 voor Erfgoed. Hij was een van de gangmakers achter het Plan Marshall, dat de economische reconversie van het Waals Gewest diende te bewerkstelligen, onder andere door in te zetten op innovatie, administratieve vereenvoudiging, ontzuiling, competitiviteit en clustering van bedrijven in economische zones. Als onderdeel daarvan presenteerde hij in 2005 een ambitieus strategisch plan om extra werkgelegenheid te creëren. Bij de verkiezingen van juni 2009 werd Marcourt als lijsttrekker van de PS verkozen in het Europees Parlement. Na een dag te hebben gezeteld, nam hij al ontslag, omdat hij tot nieuwe ministerfuncties werd geroepen.
In juli 2009 werd Marcourt in de Waalse regering viceminister-president en minister van Economie, KMO's, Buitenlandse Handel en Nieuwe Technologieën, alsook viceminister-president en minister van Hoger Onderwijs in de Franse Gemeenschapsregering. Hij oefende beide functies uit tot in juli 2014. In de Waalse regering zette Marcourt in op de verdere uitwerking van het Plan Marshall met grootschalige investeringen in de Waalse economie en maatregelen om de werkgelegenheid aan te wakkeren. Daarnaast onderzocht hij verschillende pistes om de toekomst van de noodlijdende Luikse staalindustrie te verzekeren, maar kon hij een gedeeltelijke herstructurering van de sector niet voorkomen. In de Franse Gemeenschapsregering werkte hij een grondige hervorming van het hoger onderwijs uit. 
Marcourt voerde bij de Waalse verkiezingen van mei 2014 de PS-lijst in het arrondissement Luik aan en werd verkozen. Vervolgens zetelde hij korte tijd in het Waals Parlement en het Parlement van de Franse Gemeenschap. In juli 2014 werd hij weer minister. In de Waalse regering werd hij viceminister-president en minister van Economie, Industrie, Innovatie en Digitalisering, in de Franse Gemeenschapsregering werd hij viceminister-president en minister van Hoger Onderwijs, Media en Wetenschappelijk Onderzoek. Marcourt bleef Waals minister tot in juli 2017, toen de PS als gevolg van een coalitiewissel in de oppositie terechtkwam. Frans Gemeenschapsminister bleef hij tot in september 2019, na het ontslag van collega-minister Isabelle Simonis werd hij in december 2018 eveneens belast met Onderwijs voor Sociale Promotie. 
Bij de Waalse verkiezingen van mei 2019 werd Marcourt opnieuw verkozen. Na het einde van zijn ministerschap in september 2019 werd hij voorzitter van het Waals Parlement. In die hoedanigheid was Marcourt tevens voorzitter van de speciale commissies die in 2020 de Waalse regering begeleidden bij en evalueerden over het beheer van de coronacrisis en de onderzoekscommissie naar de oorzaken en het crisisbeheer van de overstromingen in juli 2021 in 2021-2022.
In februari 2021 liet het parket van Luik huiszoekingen uitvoeren op het kantoren van Marcourt in het Waals Parlement en in zijn privéwoning, in het kader van het schandaal bij de Luikse intercommunale Nethys. Marcourt werd namelijk genoemd als de belangrijkste "onzichtbare hand" in de grote strategische beslissingen die de Nethys-groep de vorige vijftien jaar had genomen. Zo zou hij op de hoogte zijn geweest van de omstreden beslissing die het remuneratiecomité van Nethys in mei 2018 nam, waarbij hoge vergoedingen werden uitbetaald aan bepaalde ex-managers van de intercommunale.
In september 2022 kwam Frédéric Janssens, de griffier van het Waals Parlement, in opspraak vanwege intimidatie van personeel en financieel wanbeheer. Zo bleek dat de griffier de kosten voor verbouwingswerken aan het Waals Parlement 30 miljoen euro hoger had laten oplopen dan geraamd. Het politiek bureau van het Waals Parlement had steeds ingestemd met de overschrijdingen van de voorziene budgetten en kwam hierdoor ook onder vuur te liggen. Het Waals Parlement besliste om de controle op de uitgaven van het parlement te versterken en het Rekenhof startte een onderzoek. In het kader van dat onderzoek kwam in december 2022 aan het licht dat Marcourt en Frédéric Janssens in november 2021 hoge onkosten hadden gemaakt tijdens een reis naar Dubai, naar aanleiding van de Wallonie-Bruxelles-week op de Expo 2020 in die stad. Marcourt en Janssens hadden aan het Waals Parlement een onkostennota van 20.000 euro ingediend, onder andere voor een vliegtuigvlucht in businessclass en een verblijf in een luxehotel. Bovendien bleek hun reisverslag slechts uit vier zinnen te bestaan, waardoor niet duidelijk was wat het nut van deze trip was. Het politiek bureau van het Waals Parlement, dat zonder kritische vragen had ingestemd met de onkostennota, kwam daardoor opnieuw in opspraak en PS-voorzitter Paul Magnette eiste dat het bureau collectief ontslag zou nemen. Nadat ook MR en Ecolo, de coalitiepartners van de PS in de Waalse Regering, het ontslag van Marcourt eisten, nam hij ontslag als voorzitter van het Waals Parlement. Ook de vier andere bureauleden legden hun functies neer. Als parlementsvoorzitter werd hij opgevolgd door André Frédéric.
Vervolgens zetelde Marcourt tot juni 2024 nog in het Waals Parlement en het Parlement van de Franse Gemeenschap. Bij de Waalse verkiezingen van juni 2024 kwam hij niet meer op.
Na zijn ontslag als Waals Parlementsvoorzitter nam hij tevens enkele bestuursmandaten op. Sinds maart 2023 is Marcourt bestuurder bij de Waalse investeringsmaatschappij SOCOFE en sinds mei 2023 is hij ondervoorzitter van de raad van bestuur van netbeheerder Fluxys. 
Hij is eveneens vrijmetselaar.

## Ereteken
- 2019: Grootofficier in de Leopoldsorde[7]